# Iván Jemnítser
Iván Ivánovich Jemnítser (Chemnitzer) (16 de enero de 1745, fortaleza Yenotáievskaia, Astracán – 30 de marzo de 1784, Bornova, cerca de Esmirna) fue un notable poeta, fabulista y traductor ruso.  

## Biografía
Nació en una familia de un médico militar de Sajonia, Chemnitz, quién se trasladó a Rusia durante el reinado de Pedro I de Rusia. En 1755 la familia se trasladó a San Petersburgo. Iván Jémnitser sirvió en el ejército en 1756-1769, ascendiendo de soldado a teniente, participó en la Guerra de los Siete Años. Además, en 1770-1781, trabajó en industria minera. Tradujo al ruso obras occidentales sobre la industria minera, dio principios a la terminología de industria minera rusa. Viviendo en San Petersburgo, hizo conocimiento con Vasíli Kápnist y Gavrila Derzhavin, quiénes inflyueron sus obras literarias. En 1776 viajó en Alemania, Francia y Holanda. 
En 1782 fue apuntado cónsul general de Rusia en Esmirna. En 1784 fue elegido un miembro de la Academia de Ciencias rusa. En el mismo año murió en Esmirna. Fue enterrado en Mykolaiv, ahora Ucrania.

## Obra literaria
En 1779 publicó su primer libro de fábulas. Escribió 91 fábulas, tradujo al ruso algunas fábulas de Jean de La Fontaine, Voltaire y Christian Fürchtegott Gellert. Sus fábulas fueron muy populares (salieron a la luz 36 veces), y Jémnitser fue el mejor fabulista rusa antes de Iván Krylov. Sus mejores fábulas son “Un metafísico”, “Un árbol”, “Un ricachón y un pobre”. Sus fábulas, habitualmente, son diálogos o escenas teatrales. Jémnitser no impuso la moraleja terminada, pero el lector debe sacar conclusiones propias. 
En los setenta del siglo XVIII el poeta escribió sátiras, continuando las tradiciones de Aleksandr Sumarokov y Antioj Kantemir. El poeta azotó sobornación, arrogancia y prejuicio de casta, pero comprendió que sátira sola no pudo mejorar la humanidad. Escribió también odas, epístolas, epitafios, epigramas, etc. pero no fueron publicados en vida del poeta. No solamente escribió versos en ruso, pero también en alemán y en francés.